# ヘルプシュタイン
ヘルプシュタイン (ドイツ語: Herbstein, ドイツ語発音: [ˈhɛrpʃta͜in]) は、ドイツ連邦共和国ヘッセン州フォーゲルスベルク郡の小都市である。2000年以降、州認定の湯治場となり、「ヘッセン最高の効果を持つ薬湯」と自称している。

## 地理

### 位置
ヘルプシュタインは、フォーゲルスベルク山地の東部を覆うかつての成層火山に位置している。この小都市はハーナウからブレーマーハーフェンに至るドイツ・メルヘン街道に面している。
ヘルプシュタインの近くには、1990年のドイツ再統一まで、ドイツ連邦共和国の地理上の中心点があった。

### 隣接する市町村
ヘルプシュタインは、北はラウタータール、郡庁所在地のラウターバッハおよびヴァルテンベルク（以上3市町村はフォーゲルスベルク郡）、東はグローセンリューダーおよびホーゼンフェルト（ともにフルダ郡）、南はグレーベンハイン、西はショッテン（ともにフォーゲルスベルク郡）と境を接している。

### 市の構成
ヘルプシュタイン市は、中核市区であるヘルプシュタインの他、アルテンシュリルフ、ランツェンハイン、シュレヒテンヴェーゲン、シュタインフルト、リックスフェルト、シャートゲス、シュトックハウゼンの各市区からなる。

## 歴史

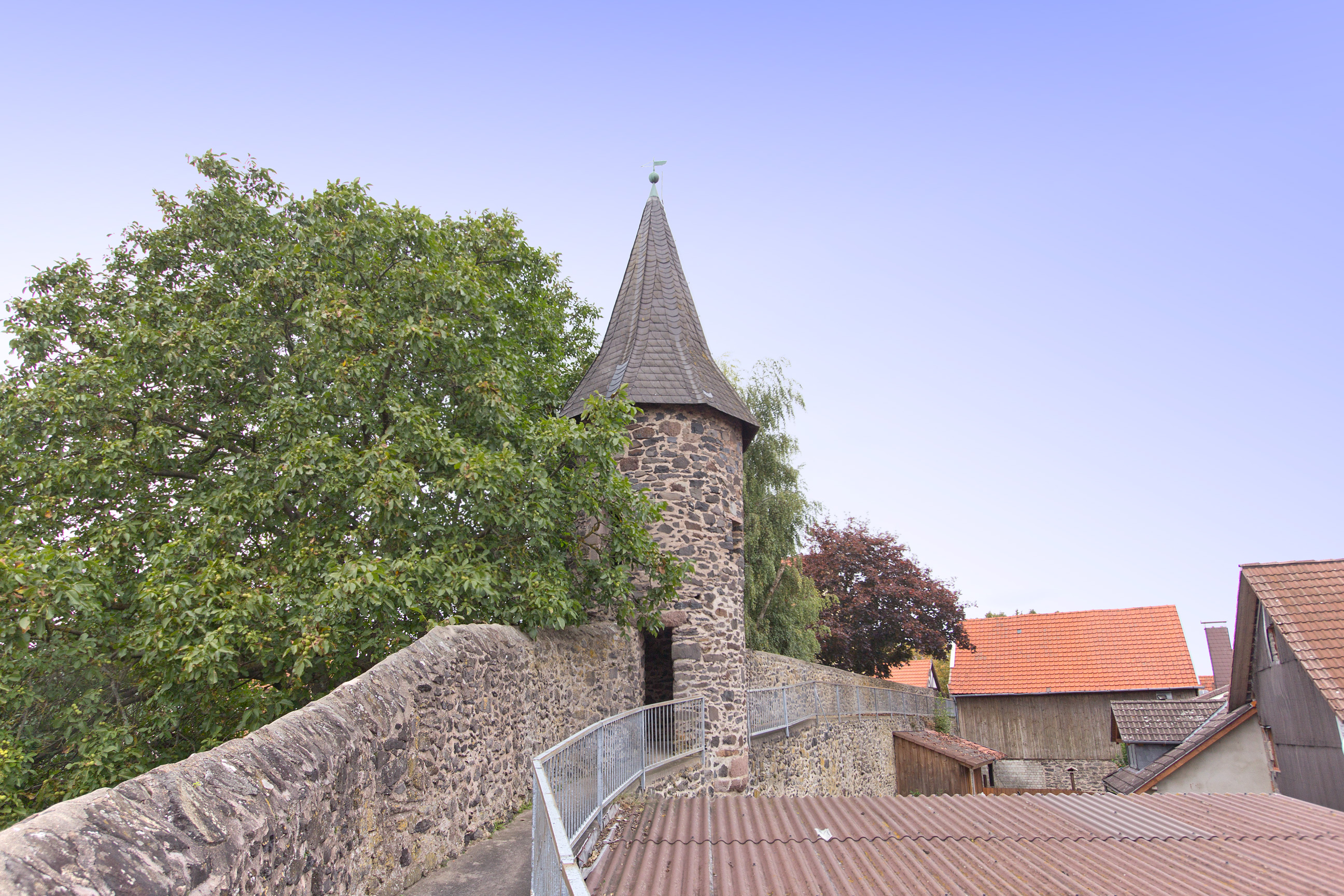
ヘルプシュタインの市壁跡

ヘルプシュタインは、1011年のフルダ修道院の寄贈証書に "Heribrahteshusun" として初めて記録されている。"Villa"（郊外の邸宅を意味する）と記述されており、フルダ修道院の領邦境界の村であった。1262年にこの町に都市権が、1545年に市場開催権が授けられ、1722年には家畜市が開かれた。1258年から1271年に、現在も遺る市壁が建設された。この市壁は玄武岩で造られており、元々は全長 800 m、厚さ 1.40 m で上を歩くことができた。この防衛施設の資金調達は、ハーメルン修道院の売却によってなされた。環状壁の内部は、現在のマルクト広場の東に城塞があったが、1642年に破壊された。その詳細は、1975年に観光用に修復された城とつながっていた市壁東部の地下倉庫や地下通路といった地下施設から見て取れる。この街は1802年までフルダ修道院長の所領であった。その後、1810年にヘッセン大公国領となるまでの間に領主が何度か入れ替わった。この街は1821年から短い間ではあったがラントラーツベツィルク・ヘルプシュタインの首邑となった。1907年、大火で市街中心部の建物 64棟が焼失した。その後1910年に完成した市庁舎は、西翼に旅館がある木組み建築であったが、1919年に売却された。
ヘッセン州の地域再編に伴い、それまで独立していたアルテンシュリルフ、ランツェンハイン、シュレヒテンヴェーゲン、シュタインフルトが、1971年12月31日にヘルプシュタイン市に合併した。リックスフェルト、シャートゲス、シュトックハウゼンは1972年8月1日に合併した。

## 行政

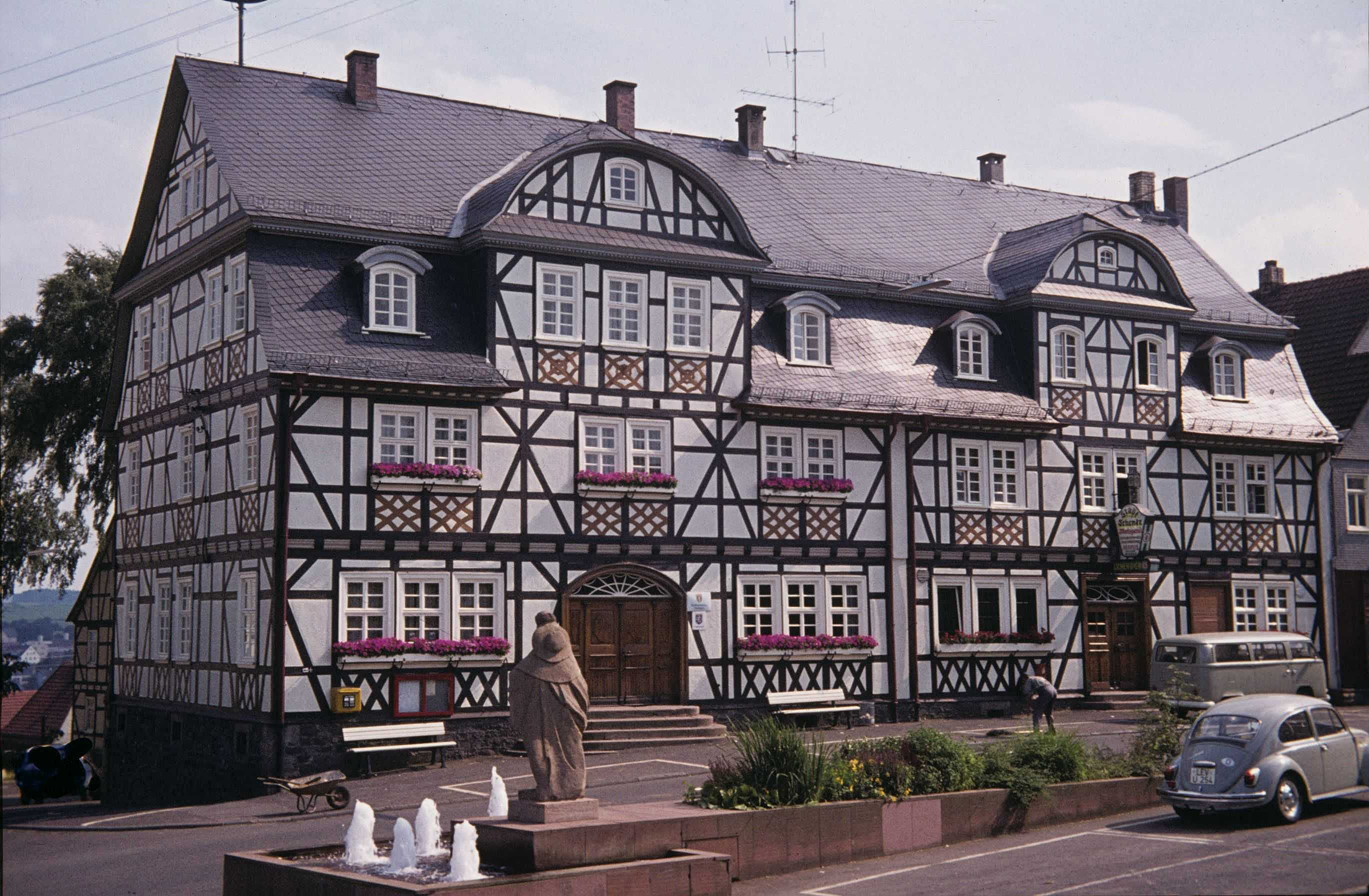
ヘルプシュタインの市庁舎

### 議会
ヘルプシュタインの市議会は、23議席からなる。

### 姉妹都市
- Oelegem（ベルギー、アントウェルペン州、現在はランスト市の市区となっている。）1968年
- ヘーヴィーズ（ハンガリー、ザラ県）1995年

## 文化と見所

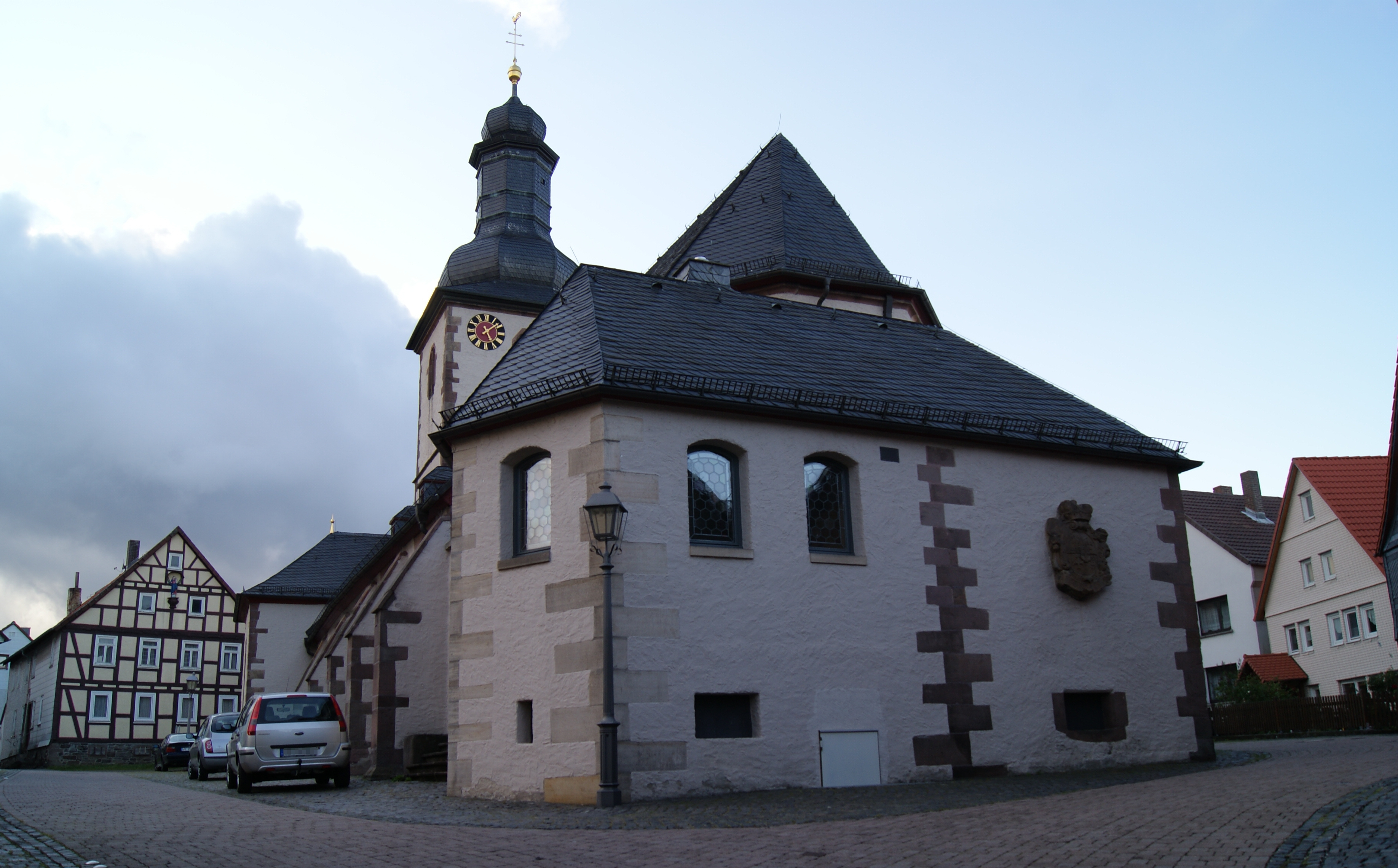
聖ヤーコブス教会

### カトリックの聖ヤーコブス教会
ヘルプシュタインのカトリック教会である聖ヤーコブス教会は、およそ 600年の歴史を持ち、長い間フルダ修道院の管轄下にあった。内部を大規模な木彫で飾られたこの教会は、1995年に新たに設けられたヤーコブスヴェクの終点となった。

### 博物館
ヘルプシュタインには「カーニバル博物館」がある。この博物館は、1672年からこの街で開催されているカーニバルを記念したものである。この博物館は1983年に旧区裁判所の建物を利用して開館し、2008年5月から、オーバーガッセ 7番地の STATT博物館と統合されている。STATT博物館では19世紀の薬局、人形コレクション、旧市長室、1907年の火災の様子の視聴覚展示がなされている。

## 経済と社会資本

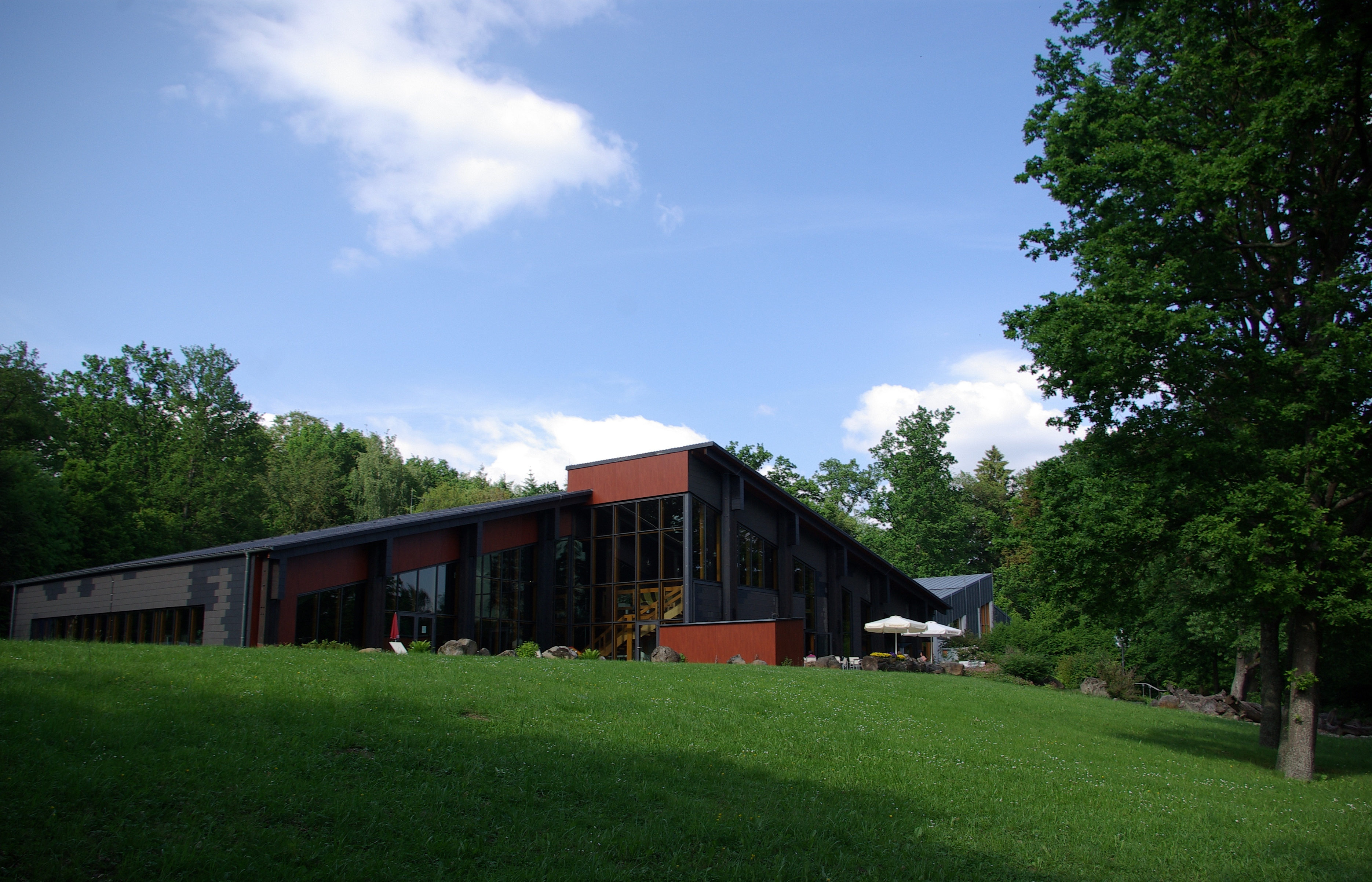
ヴルカーンテルメ

### 温泉施設
地下 1,000.05 m で1976年にフッ素を含有したカルシウム＝ナトリウム＝含硫温泉源からの 32.6℃のお湯がボーリングで発見されて以降、この街は温泉業で発展してきた。1980年に、クアパーク、旅館、温泉運動療法用浴槽を備えたクアセンター、現在のヴルカーンテルメがオープンした。そのロビーには飲泉用にヘルプシュタインの薬湯が供給されている。サウナや、カフェテラスを持つ飲食店も増設された。2008年からヴルカーンテルメの別館にキャンピングカー駐車場が併設された。

### バリアフリーの旧市街
プロテスタント教会、マルクト広場、ヤーコブスの泉、カーニバル博物館、聖ヤーコブス教会の間の交通制限区域内は、バリアフリーとなっている。ヘルプシュタイン温泉業協会の「車椅子が障害なく通行できる街作り」は、2011年11月2日にヘッセン観光会議で2011年ヘッセン観光賞「永続的な観光コンセプト」部門賞を受賞した。

### 余暇・スポーツ施設
ヴルカーン自転車道は旧ブルカーン鉄道の軌道跡を通っている。この自転車道は、2010年からバーンラートヴェク・ヘッセンの一部となっている。クアパークにはミニゴルフ場がある。

## 引用
1. ↑  Hessisches Statistisches Landesamt: Bevölkerung in Hessen am 31.12.2023 (Landkreise, kreisfreie Städte und Gemeinden, Einwohnerzahlen auf Grundlage des Zensus 2011)]
2. ↑  Max Mangold, ed (2005). Duden, Aussprachewörterbuch (6 ed.). Dudenverl. p. 398. ISBN 978-3-411-04066-7
3. ↑  2011年3月27日の市議会議員選挙結果、ヘッセン州統計局（2012年7月29日 閲覧）
4. ↑  Katholische Kirche St. Jakobus（2012年7月29日 閲覧）
5. ↑  Heilbad Herbstein（2012年7月29日 閲覧）